# Franz Walter Stahlecker
Franz Walter Stahlecker (10 de octubre de 1900 – 23 de marzo de 1942) fue comandante de las fuerzas de seguridad de las SS (Sicherheitspolizei (SiPo) y Sicherheitsdienst (SD)) para el Reichskommissariat Ostland en 1941–42. Stahlecker comandó el Einsatzgruppe A, el más sangriento de los cuatro Einsatzgruppen (escuadrones de la muerte durante el Holocausto) activos en la Europa del Este ocupada por los alemanes. Fue herido de muerte en acción por partisanos soviéticos en 1942 y reemplazado por Heinz Jost.

## Biografía

### Inicios
Stahlecker nació el 10 de octubre de 1900, en Sternenfels en el distrito de Enz, en el estado de Baden-Württemberg (Imperio alemán) en el seno de una familia adinerada. Fue el segundo de tres hijos del pastor y director de estudios Eugen Stahlecker y su esposa Anna Zaiser. Sirvió en el ejército del 21 de septiembre al 7 de diciembre de 1918. De 1919 a 1920, fue miembro del Deutschvölkischer Schutz und Trutzbund y del Cónsul de la Organización. Estudió en la Universidad de Tübingen, donde obtuvo un doctorado en derecho en 1927. El 14 de octubre de 1932, se casó con Luise-Gabriele Freiin von Gültlingen; fruto de su matrimonio tuvo cuatro hijos.
El 1 de mayo de 1932, Stahlecker se unió al Partido Nazi (núm. 3.219.015) así como a las SS (núm. 73.041). El 29 de mayo de 1933 fue nombrado subdirector de la Oficina Política de la Policía Estatal de Württemberg. En 1934, fue nombrado jefe de la Gestapo en el estado alemán de Württemberg y pronto fue asignado a la oficina principal de la Sicherheitsdienst  (SD).
El 11 de mayo de 1937, se convirtió en jefe de la Gestapo en Breslau. Después de la anexión de Austria en 1938, Stahlecker se convirtió en jefe de la SD del distrito Danubio (Viena), un puesto que conservó incluso después de ser ascendido a SS-Standartenführer. En el verano de 1938, Stahlecker se convirtió en Inspector de la Policía de Seguridad en Austria, sucediendo al jefe de la Gestapo Heinrich Müller en ese puesto.
El 20 de agosto de 1938, Stahlecker era el director formal de la Agencia Central para la Emigración Judía en Viena, aunque su líder de facto era Adolf Eichmann. Diferencias de opinión con Reinhard Heydrich motivó a Stahlecker a mudarse al Auswärtiges Amt  (Ministerio de Relaciones Exteriores), después de lo cual ocupó puestos como comandante de la Policía de Seguridad y SD en el Protectorado de Bohemia y Moravia bajo el mando del SS-Brigadeführer Karl Hermann Frank. A mediados de octubre de 1939, Eichmann y Stahlecker decidieron comenzar la implementación del Plan Nisko.
El 29 de abril de 1940, Stahlecker fue asignadó a Oslo (Noruega), donde ocupó diversos puestos, sobre todo como comandante de unos 200 Einsatzgruppe (miembros de la Policía de Seguridad y SD). Fue ascendido a  SS-Oberführer. En el otoño de 1940, Heinrich Fehlis lo sucedió en este puesto.

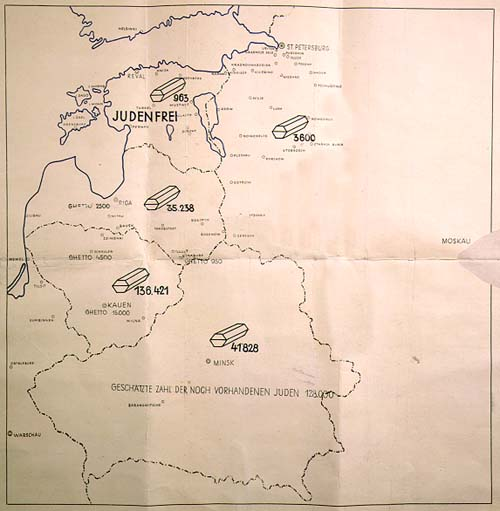
Mapa anotado del informe enviado por Stahlecker a Heydrich el 31 de enero de 1942; resume 220.250 asesinatos cometidos por "Einsatzgruppe A" bajo su mando en octubre de 1941; Estonia está marcada como "Judenfrei" (Libre de judíos)

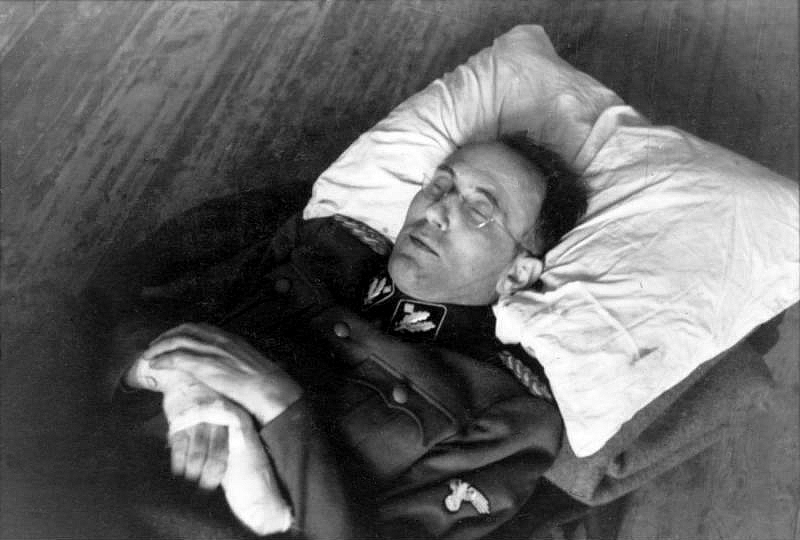
Foto de Franz Stahlecke muerto

### Einsatzgruppe A
El 6 de febrero de 1941, Stahlecker fue ascendido a SS-Brigadeführer y Generalmajor der Polizei y asumió el cargo de comandante en jefe de Einsatzgruppe A, [3] con la esperanza de avanzar en su carrera en la Reichssicherheitshauptamt (RSHA), la policía de seguridad y la inteligencia de la Alemania nazi. En junio de 1941, el Einsatzgruppe A siguió al Grupo de Ejércitos Norte y operó en los estados bálticos y áreas del norte de Rusia hasta Leningrado. Su misión consistía en perseguir y asesinar a judíos, gitanos, comunistas y otros «indeseables». En un informe del 15 de octubre de 1941, Stahlecker escribió:

Teniendo en cuenta que la población de los países bálticos había sufrido mucho bajo el gobierno del bolchevismo y los judíos mientras estaban incorporados a la URSS, era de esperar que después de la liberación de ese gobierno extranjero, dejaran inofensivos a la mayoría de los enemigos que quedaban detrás después de la retirada del Ejército Rojo. Era deber de la Policía de Seguridad poner en marcha estos movimientos de autolimpieza y dirigirlos por los canales correctos para lograr el propósito de las operaciones de limpieza lo más rápido posible. No era menos importante, de cara al futuro, establecer el hecho inquebrantable y demostrable de que las propias poblaciones liberadas tomaron las medidas más severas contra el enemigo bolchevique y judío por su cuenta, de modo que la dirección de las autoridades alemanas no pudiera ser averiguado. En Lituania, esto se logró por primera vez mediante actividades partisanas en Kowno. Para nuestra sorpresa, al principio no fue fácil poner en marcha un extenso pogromo contra los judíos. Klimatis, el líder de la unidad partisana mencionada anteriormente, que se utilizó para este propósito principalmente, logró iniciar un pogromo sobre la base de los consejos que le dio un pequeño destacamento de avanzada que actuaba en Kowno, y de tal manera que ninguna orden alemana o instigación alemana se notó desde el exterior. Durante el primer pogromo de la noche del 25 al 26 [de junio], los partisanos lituanos acabaron con más de 1500 judíos, prendieron fuego a varias sinagogas o las destruyeron por otros medios e incendiaron un distrito de viviendas judías que constaba de unas 60 casas. Durante las noches siguientes, unos 2300 judíos fueron asesinados de manera similar.

En el invierno de 1941, Stahlecker informó al gobierno alemán que el Einsatzgruppe A había asesinado a unos 249.420 judíos. Fue nombrado Comandante de la Policía de Seguridad y del SD (Befehlshaber der Sicherheitspolizei und des SD) del Reichskommissariat Ostland que incluía el territorio ocupado de Estonia, Letonia, Lituania y Bielorrusia, a finales de noviembre de 1941. Stahlecker fue herido de muerte en acción el 22 de marzo de 1942 en un enfrentamiento con partisanos soviéticos cerca de Krasnogvardeysk, Rusia. Heinz Jost asumió el mando de Einsatzgruppe A y de la Policía de Seguridad y SD.